# Cyrtandra richii
Cyrtandra richii là một loài thực vật có hoa trong họ Tai voi. Loài này được A.Gray mô tả khoa học đầu tiên năm 1862.